# Meili Shuiku
Meili Shuiku (kinesiska: 眉力水库) är en reservoar i Kina. Den ligger i provinsen Fujian, i den sydöstra delen av landet, omkring 270 kilometer sydväst om provinshuvudstaden Fuzhou. Meili Shuiku ligger 34 meter över havet. Arean är 1,3 kvadratkilometer. Trakten runt Meili Shuiku består till största delen av jordbruksmark. Den sträcker sig 1,8 kilometer i nord-sydlig riktning, och 2,0 kilometer i öst-västlig riktning.
Genomsnittlig årsnederbörd är 1 610 millimeter. Den regnigaste månaden är maj, med i genomsnitt 312 mm nederbörd, och den torraste är oktober, med 18 mm nederbörd.